# Tépale

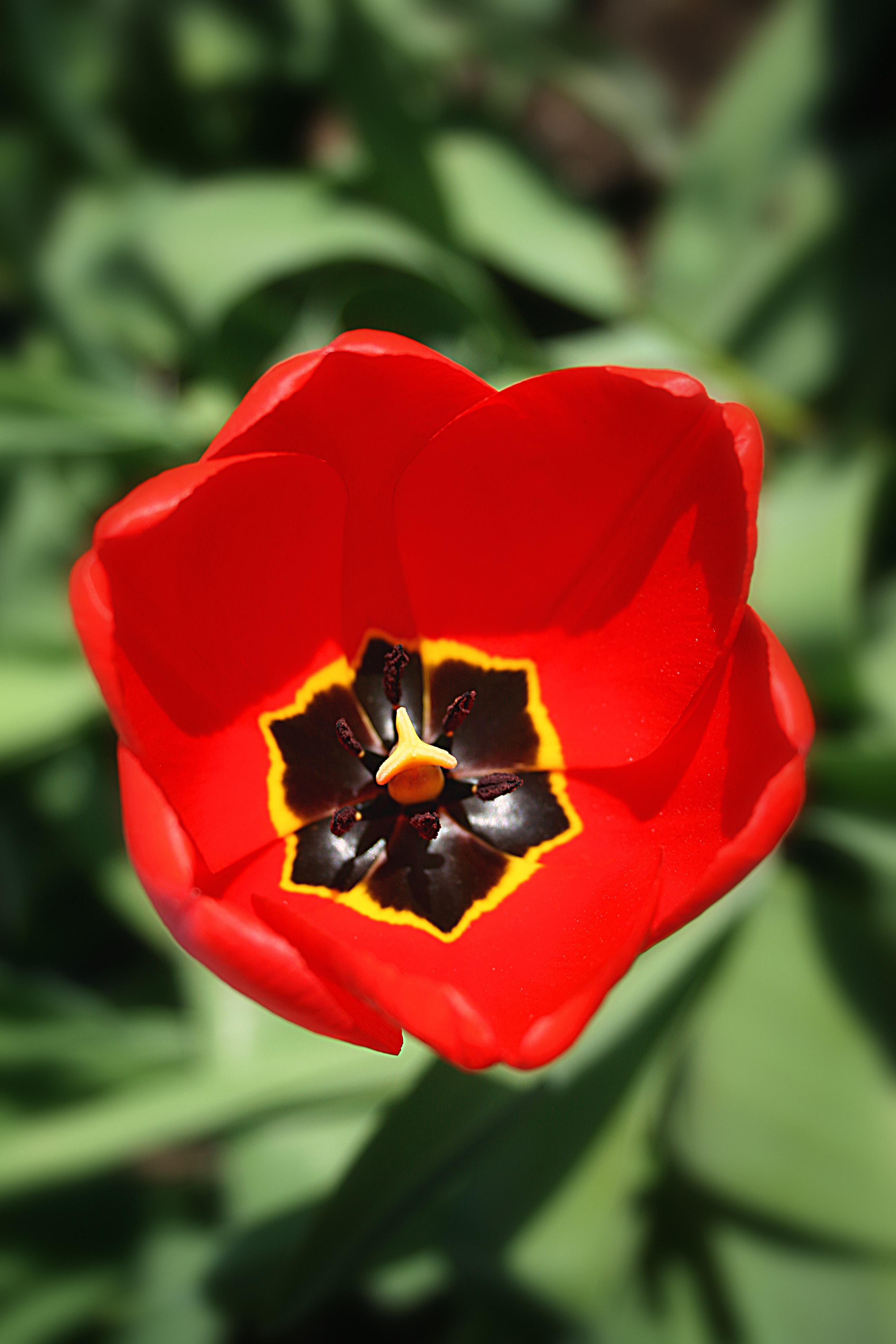
Les six tépales semblables formant le périanthe homochlamydé d'une tulipe. On peut les subdiviser en trois pétales formant la corolle supérieure et trois sépales formant le calice inférieur.

Un tépale est une pièce florale externe et interne du périanthe, dont on ne peut pas dire s'il s'agit d’un pétale ou d’un sépale, lorsque les deux ont la même apparence.
L'ensemble des tépales d'une fleur est appelé périanthe (ou périgone). Le périanthe est dit homochlamydé.
Une fleur est dialytépale quand ses tépales sont libres, gamotépale quand ils sont soudés.